# 阴山胡枝子
阴山胡枝子（学名：Lespedeza inschanica）为豆科胡枝子属下的一个种。分布于中国、朝鲜、日本。模式标本采自内蒙古阴山。